# Пуэртесито-де-ла-Вирхен
Пуэртесито-де-ла-Вирхен (исп. Puertecito de la Virgen) — посёлок в центральной части Мексики, на территории штата Агуаскальентес. Входит в состав муниципалитета Сан-Франсиско-де-лос-Ромо.

## Географическое положение
Пуэртесито-де-ла-Вирхен расположен в центральной части штата, на расстоянии приблизительно 2 километров к северу от города Агуаскальентес. Абсолютная высота — 1937 метров над уровнем моря.

## Население
Согласно данным, полученным в ходе проведения официальной переписи 2005 года, в посёлке проживало 1786 человек (864 мужчины и 922 женщины). Насчитывался 381 дом. По возрастному диапазону население распределилось следующим образом: 45,7 % — жители младше 18 лет, 47,6 % — между 18 и 59 годами и 6,7 % — в возрасте 60 лет и старше. Уровень грамотности среди жителей старше 15 лет составлял 96 %.
По данным переписи 2010 года, численность населения Пуэртесито-де-ла-Вирхена составляла 1976 человек. Динамика численности населения посёлка по годам:
| 2000 | 2005 | 2010 |
| ---- | ---- | ---- |
| 1426 | 1786 | 1976 |